# Paul Dresher
Paul Joseph Dresher (* 8. Januar 1951 in Los Angeles) ist ein US-amerikanischer Komponist.

## Leben
Dresher studierte an der University of California, Berkeley und dann an der University of California, San Diego bei Robert Erickson, Roger Reynolds, Pauline Oliveros und Bernard Rands. Daneben studierte er ghanaische Perkussion bei Kobla Ladzekpo, klassische hindustanische Musik bei Nikhil Banerjee sowie javanische und balinesische Musik.
Dresher arbeitet als Komponist und ausübender Musiker an experimentellen Opern und Musiktheaterstücken, instrumentellen und elektroakustischen Werken, wobei er häufig selbst erfundene Instrumente einsetzt.
Als Leiter des Paul Dresher Ensemble realisierte er in Zusammenarbeit mit Rinde Eckert das Musiktheaterwerk American Trilogy: Sie begann mit Slow Fire (1985–88), es folgten Power Failure und Pioneer, Letzteres unter Mitwirkung des visuellen Künstlers Terry Allen, der Schauspielerin Jo Harvey Allen und des Sängers John Duykers.
1993 unternahm er eine Japantournee mit seiner Electric Chamber Band, einem Ensemble, das zeitgenössische Werke in einer Orchestration aus akustischen und elektronischen Instrumenten aufführt und dass seither Tourneen durch die USA, Europa und Indonesien absolviert hat.
1994 entstand in Zusammenarbeit mit der Choreographin Margaret Jenkins das Stück The Gates mit dem das „Serious Fun Festival“ im Lincoln Center eröffnet wurde. Das Musiktheaterwerk Sound Stage wurde 2001 vom Ensemble für moderne Musik „Zeitgeist“ unter Rinde Eckert aufgeführt. Im Auftrag des American Repertory Theatre und in Zusammenarbeit mit dem Dramatiker Charles L. Mee entstand das Stück Snow in June.
In der Saison 2004–2005 debütierte das Paul Dresher Ensemble in der Carnegie Hall mit einem Kammermusikprogramm des Komponisten. Im gleichen Jahr spielte das San Francisco Chamber Orchestra die Uraufführung von Still, Rise, Fall, Again. Im folgenden Jahr wurde an der Cleveland Opera Dreshers Kammeroper The Tyrant mit John Duykers aufgeführt, 2006 kam in San Francisco das Stück A Slipping Glimpse, eine Zusammenarbeit mit der Margaret Jenkins Dance Company auf die Bühne. Für das Jahr 2006–2007 erhielt Dresher ein Guggenheim-Stipendium für Komposition.

## Diskografie
- Slow Fire
- Opposites Attract
- Dark Blue Circumstance
- This Same Temple & Liquid and Stellar Music, 1984
- This Same Temple, 1996